# Andorra, entre el torb i la Gestapo
Andorra, entre el torb i la Gestapo, em português “Andorra, entre a Torb e a Gestapo”, é uma minissérie de língua catalã de 4 capítulos criada no ano 2000 por o canal de televisão catalão TV3. A série foi coproduzida pela Andorra Televisió (televisão andorrana), Televisió de Catalunya (televisão catalã) e pelo Governo andorrano, contando com o apoio da Generalitat de Catalunya (Governo Catalão), e com a produção executiva de Oviedo TV. A direção tem o nome de Lluís M. Güell e do prestigioso cenarista Joaquim Jordà.
Baseada em acontecimentos reais, a série fala sobre a colaboração entre diferentes membros da resistência francesa, andorrana e catalã da Segunda Guerra Mundial que tinham organizado uma rede de evasão, a través de caminhos de montanha andorranos, permitindo fazer sobreviver as Força Aéreas britânica, perseguidas pela Gestapo, e possuidoras de informação capital destinada ao Serviço de Inteligência Britânico.
A torb  seria o nome que foi dado aos ventos gelados que passeiam nos caminhos de evasão andorranos, fronteiros com França e Espanha.
A série está baseada no livro de mesmo título de Francesc Viadiu. Francesc, decidiu ampliar a obra depois do sucesso da primeira edição "Andorra, cadena d’evasió", publicada durante a dictadura de Francisco Franco pela editorial proibida Ruedo ibérico.
A série, de grande esforço técnico, foi bem acolhida pelo grande público mas,  não agradou aos seus protagonistas, os poucos idosos dessa época ainda em vida.